# Gradoli
Gradoli – miejscowość i gmina we Włoszech, w regionie Lacjum, w prowincji Viterbo.
Według danych na rok 2004 gminę zamieszkiwały 1493 osoby, 40,4 os./km².